# Campoletis annulata
Campoletis annulata là một loài tò vò trong họ Ichneumonidae.